# Illyés Sándor Szakkollégium
Az Illyés Sándor Szakkollégium az Eötvös Loránd Tudományegyetem tehetséggondozó intézményeként a 2007/2008-as tanévben kezdte meg működését. A Szakkollégium elsősorban a humán fejlesztés területei iránt érdeklődők számára nyitott, így hallgatóink főként a Bárczi Gusztáv Gyógypedagógiai Kar, a Tanító- és Óvóképző Kar és a Pedagógiai és Pszichológiai Kar, valamint a tanárképzésben részt vevő hallgatók közül kerülnek ki. Az intézmény terepet kínál arra, hogy megvalósítsuk tehetséggondozó munkánk egyik legfőbb elemét, az interdiszciplinaritást: a különböző humán fejlesztéshez kapcsolódó tudományterületek hallgatói egy inspiratív, szakmailag támogató közegben, egyetemi tanulmányaikból kitekintve valósíthatnak meg közös projekteket más karok hallgatóival együttműködve.
A hallgatók önálló kutatói és gyakorlati műhelyei, a tagság szakmai érdeklődésének megfelelő kurzusok szervezése, és saját tudományágukhoz kapcsolódó határterületek behatóbb megismerése az, amit az intézmény nyújtani tud. Az ELTE hallgatóinak egy olyan sokszínű, önszerveződő szakmai közösséget szeretnénk felkínálni, amelyhez csatlakozva pályaorientációs iránymutatásra lelnek. A Szakkollégium tagjainak szakmai támogatáson túl már egyetemi éveik alatt lehetőségük nyílik megszerzett ismereteik társadalmi hasznosítására, legyen az közéleti vitafórumok, konferenciák megszervezése vagy szakkollégisták által közösen vállalt önkénteskedés.
A Szakkollégium egy olyan hely, amely az új nézőpontok, lehetőségek megismeréséről, a közös alkotói folyamat öröméről szól. Ennek szerves részét képezi az is, hogy az intézmény fenntartása és működtetése teljes egészében a tagok közéleti tevékenységén nyugszik. A Szakkollégium hat bizottságában (Belügyi Bizottság, Gazdasági Bizottság, HR Bizottság, Kommunikációs Bizottság, Közösségi Bizottság, Szakmai Bizottság) vállalnak feladatokat a hallgatók, ezáltal is biztosítva a Szakkollégium önszerveződő jellegét. A demokratikusság alapját döntéshozó szervként a Közgyűlés határozza meg, melynek minden szakkollégista tagja.
Felvételi évente kétszer van, minden év januárjában és augusztusában, ahol minden érdeklődő ELTE-s hallgatónak egy háromfordulós felvételi folyamatot kell végigjárnia annak érdekében, hogy a Szakkollégium tagja lehessen.

## Szakmaiság
A szakkollégisták már az egyetemi képzésük során motiváltak arra, hogy tanulmányaikat releváns szakmai gyakorlattal egészítsék ki. Mindezt a lehető legprofesszionálisabb módon igyekeznek megvalósítani, hogy közelebb kerüljenek a közös céljukhoz, egyben intézményük küldetéséhez: szakmailag képzett és gyakorlott, társadalmilag felelős, interdiszciplináris szemléletű értelmiséggé váljanak. A különféle nézőpontok metszéspontja a szakkollégium, ahol találkozik neveléstudomány, szervezetfejlesztés és pszichológia - vagyis minden tudományterület, ami az emberi fejlesztés és fejlődés esszenciájával foglalkozik.
A szakmai tevékenységek két formában valósulnak meg. Egyrészről profilokban (Vezetői- és szervezetfejlesztési, Kutatói és Segítői profilok), másrészről műhelyekben (Pszichológia Műhely, Társadalmi Felelősségvállalás Műhely, Iskolák Világa Műhely, Kutató Műhely), melynek lényege, hogy a szakkollégium tagjai az itt töltött évek alatt kutatói vagy projektmegvalósító teamekben dolgoznak együtt. A közös kutatás vagy innováció kidolgozása egy témavezető segítségével, de a csoport tagjainak önálló projektvezetésével valósul meg, melynek eredménye egy tudományos írásmű, publikáció, poszter vagy előadás a szakkollégiumi Vizsganapon.
A szakmai tevékenység fontos eleme a saját konferenciákon való ismeretterjesztés, mellyel nem csupán a szakkollégium, hanem a szélesebb ELTE közösség gazdagodását igyekszik szolgálni. Rendezvényeink: Illyés Multidiszciplináris Konferencia, Kollégiumi Őszi Ismeretterjesztés (KÖSz!), Illyés360.
Az llyés360 elnevezésű társadalmi és kulturális vitaestünk egy rendszeresen megrendezett, érzékeny társadalmi témákat felvonultató programsorozat, melynek célja szakemberekkel és érintett személyekkel folytatott párbeszéd kialakítása. Az Illyés360 által szeretnénk minél pontosabb, teljesebb képet kapni a világról, mindezt a pszichológia, neveléstudományok, valamint a társadalmi felelősségvállalás talapzatán állva.

## Közéletiség
A képzésen kívül a szakkollégisták egyéb szervezeti feladatokat is ellátnak. Demokratikus elvek alapján, alulról szerveződve, szekciókba tömörülve (Közösségiség, Órarend, Szakmaiság, Külügy és Működtetés Szekció) felelősek a szakkollégium fennmaradásáért. A Szekciókon belül a következő projektek találhatók meg: közösségi programok, táborszervezés, kurzusok, műhelyek, vizsganap, alumni és mentorok, szakmai alkalmak, felvételi, külképviselet, rendszergazda, felügyelők, bentlakás. Továbbá a szakkollégium minden tagja egyenlő szavazattal vesz részt a Közgyűlésen, amely a projektek élén álló alelnököket és egyéb tisztségviselőket választja meg, illetve dönt a közéleti feladatok szervezésének és végrehajtásának ügyében.

## Közösség
Az Illyés Sándor Szakkollégium tagjai főként a PPK, BGGYK, TÓK és TKK hallgatói közül kerülnek ki, de más karok pedagógia és pszichológia iránt érdeklődő diákjai is színesítik közösségünket. Összetartás, inspiráló légkör, jó hangulat jellemzi a több mint 40 fős szakkollégiumi közösséget, akik nagy része a Nándorfejérvári úti Kollégiumban lakik. Hagyományos programjaink közé tartoznak a színház és kulturális helyszínek látogatása, túrák, közös ünneplések, illetve nem feledkezhetünk meg a belföldi és külföldi utak szervezéséről sem.

## Társadalmi felelősségvállalás
A szakmai épülésen és pezsgő közösségi életen túl, a szakkollégium fontosnak tartja, hogy az esélyegyenlőség és társadalmi felelősségvállalás mellett kiálljon. A tagokat nyitottság, tolerancia és az alapvető emberi jogok tisztelete jellemzi és ennek jegyében aktivitásokat is folytatnak önkéntesség, adománygyűjtés formájában.
Ezt a szellemiséget erősíti Társadalmi Felelősségvállalás Műhelyünk, melyben minden tagunk valamiféle önkéntes tevékenységet folytat, illetve a Középiskolások Szabadegyetemében végzett tevékenységünk.